# Centura Bucureşti
Centura Bucureşti est un périphérique qui contourne la ville de Bucarest sur 82 km. Elle est considérée comme route nationale de Roumanie. Elle est, selon les tronçons, à  1x2 voies ou 2x2 voies et n'est pas éclairée.